# Moerasbos
Een moerasbos of nat bos is een bos dat groeit op een bodem met een zeer hoge grondwaterspiegel. Er zijn verscheidene typen moerasbossen; zij worden vooral ingedeeld op hydrologische en andere landschapsecologische kenmerken.
- ooibossen
- broekbossen
- mangroven

## Syntaxonomie
In de syntaxonomie zijn moerasbosgemeenschappen over verscheidene vegetatieklassen ingedeeld. Dit wil echter niet zeggen dat álle onderliggende syntaxa van deze klassen dan moerasbossen betreft.
- klasse van berkenbroekbossen (Vaccinio-Betuletea)
- klasse van elzenbroekbossen (Alnetea glutinosae)
- klasse van wilgenvloedbossen en -struwelen (Salicetea purpureae)
- klasse van eiken- en beukenbossen op voedselrijke grond (Querco-Fagetea)

## Ecologische waarde
Aan moerasbossen wordt veelal een hoge ecologische waarde toegekend. In Nederland zijn moerasbossen relatief zeldzaam en hebben veelal een natuurlijker karakter dan droge bossen. 

### Fauna
Het aantal diersoorten dat sterk gebonden is aan moerasbossen is hoog. In het bijzonder zijn er onder de vogels en de insecten veel soorten die afhankelijk zijn van deze bostypen. Onder de insecten kan men denken aan de moerasboszwartschild, moerasbospriemkever, moerassteenvlieg en moerasbos-uil.

## Fotogalerij

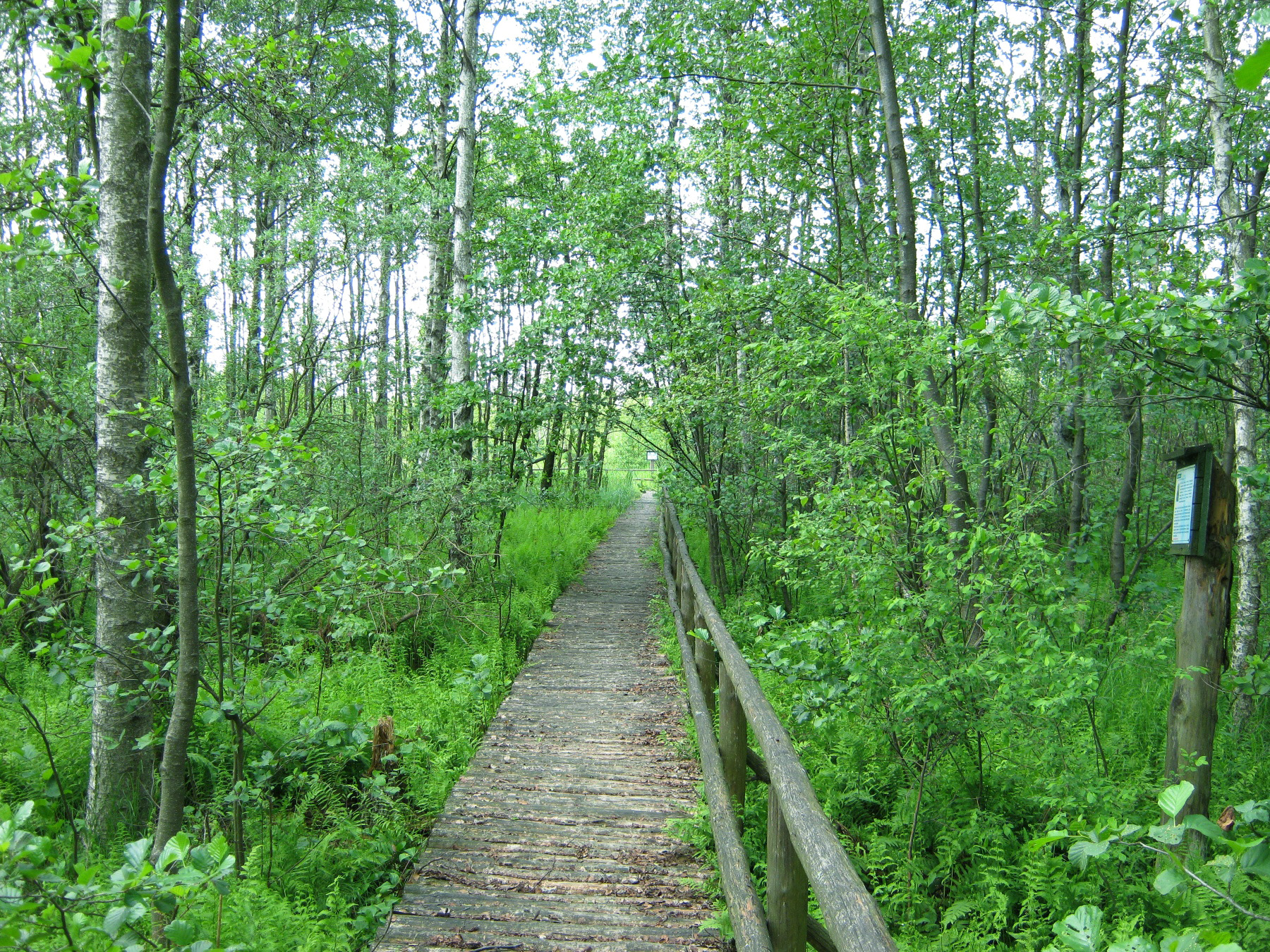
Een vlonderpad door een moerasvaren-elzenbroek.
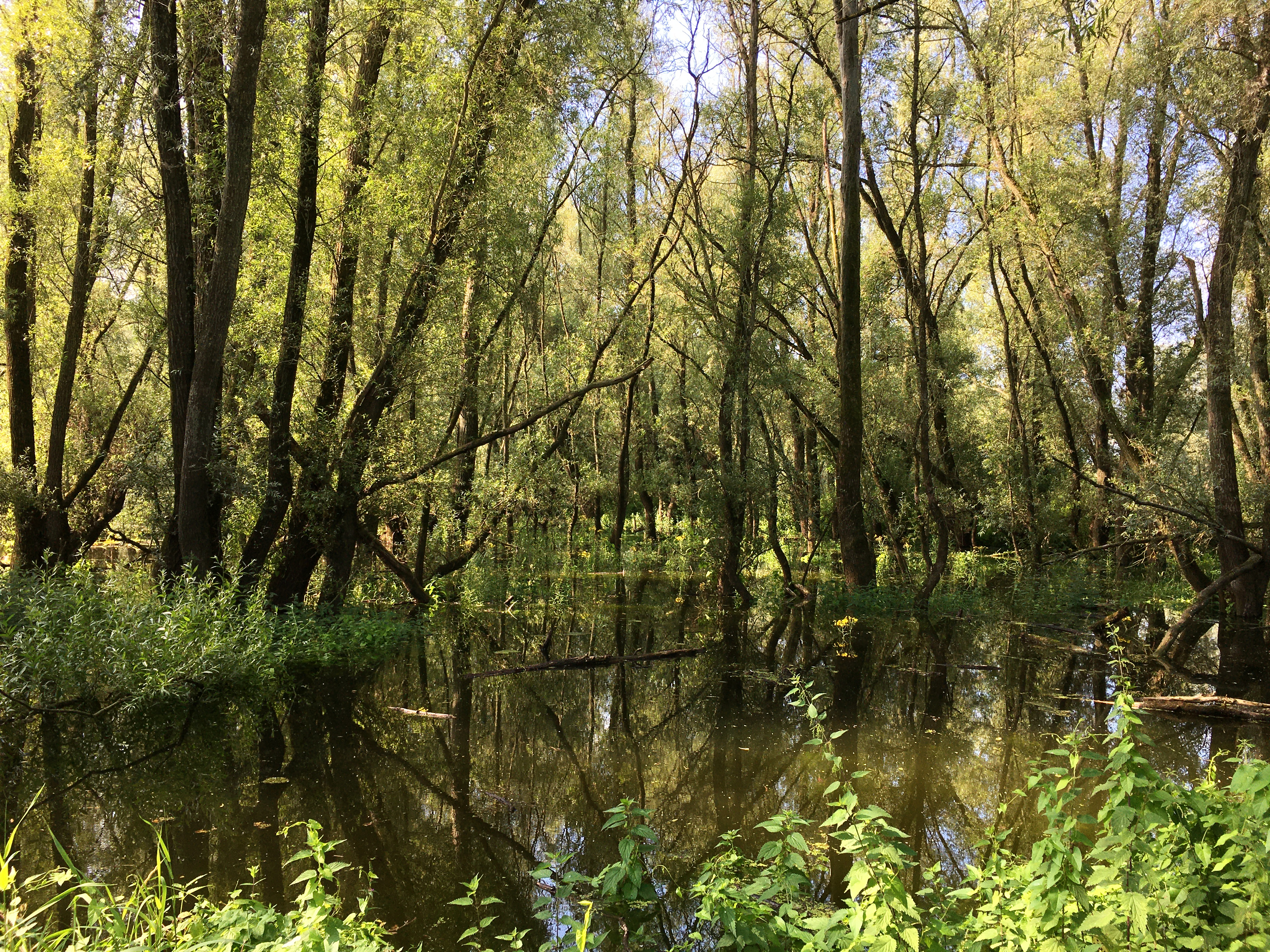
Een lissen-ooibos tijdens hoogwater in de zomer.
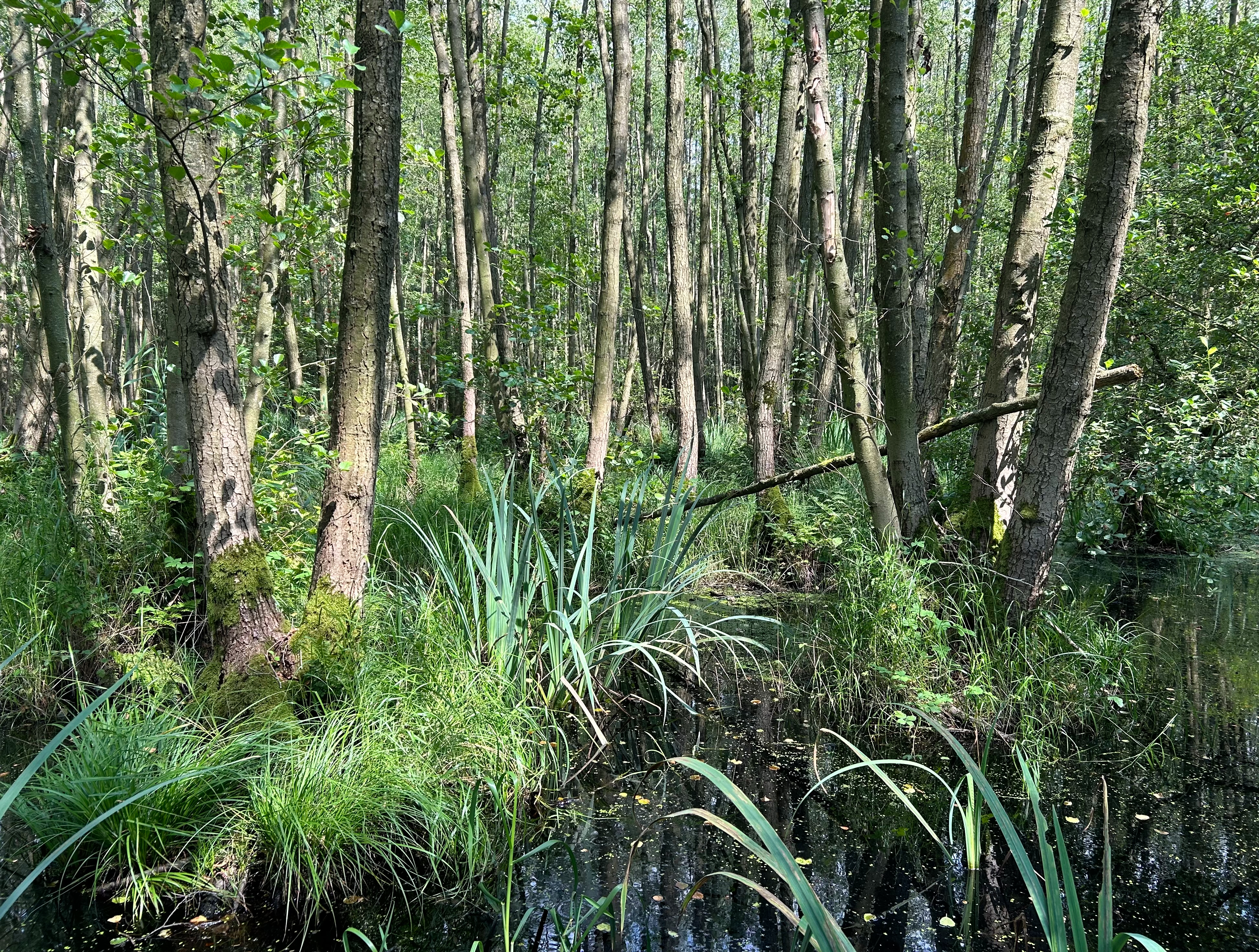
Een zomeraspect van een elzenzegge-elzenbroek.